# Idntt
idntt是由韓國Modhaus繼tripleS之後2025年推出的大型二十四人男子音樂團體，由所屬社代表製作人鄭炳基（Jaden Jeong）所製作。每個成員都會定期透露，成員以團體，小分隊和個人身份進行活動。粉絲可以使用官方應用程式COSMO參與團體發展，例如決定小分隊成員和回歸内容。同時COSMO提供“Objekts”的NFT照片卡來給予粉絲收藏。

## 團體資料

### 小分隊
- 名字粗體成員為分隊隊長。
- 分隊依 Gravity 公布順序排序。

| 分隊名    | 回歸日期       | 成員                                                          |
| --------- | -------------- | ------------------------------------------------------------- |
| unevermet | 2025年08月11日 | 智云id7、度勳id1、太仁id4、主浩id6、喜主id2、在永id5、煥喜id8 |

## 成員列表
- 名字粗體為隊長；官方確認的擔當以粗體表示。
- 依照年齡排序。

| 成員列表 | 成員列表 | 成員列表         | 成員列表              | 成員列表                             | 成員列表 | 成員列表 | 成員列表      | 成員列表 |
| 藝名     | 藝名     | 藝名             | 本名                  | 出生日期 出生地                      | 隊內擔當 | 公布編號 | 代表色        |          |
| 漢字     | 韓文     | 羅馬拼音         | 本名                  | 出生日期 出生地                      | 隊內擔當 | 公布編號 | 代表色        |          |
| -------- | -------- | ---------------- | --------------------- | ------------------------------------ | -------- | -------- | ------------- | -------- |
| 智云     | 지운     | JiWoon           | ／ Nam Ji Woon        | 2002年7月7日 · 首爾特別市江西區      |          | id7      | Pistachio     |          |
| 度勳     | 도훈     | DoHun            | ／ Kim Do Hun         | 2003年3月3日 · 大邱廣域市西區        |          | id1      | Coquelicot    |          |
| 太仁     | 태인     | TaeIn            | ／ Choi Tae In        | 2005年11月17日 · 京畿道龍仁市        |          | id4      | Blue Violet   |          |
| 主浩     | 주호     | JuHo             | ／ Kim Ju Ho          | 2006年7月28日 ·                      |          | id6      | Coral Orange  |          |
| 喜主     | 희주     | HeeJu            | ／ Kim Hee Ju         | 2006年10月25日 ·                     |          | id2      | Sky Blue      |          |
|          | 황보민결 | HwangBo MinGyeol | ／ Hwang Bo Min Gyeol | 2007年1月12日 · 江原特別自治道束草市 |          | id3      | Terracotta    |          |
| 在永     | 재영     | JaeYoung         | ／ Lee Jae Young      | 2007年10月3日 ·                      |          | id5      | Biloba Flower |          |
| 煥喜     | 환희     | HwanHee          | ／ Lee Hwan Hee       | 2009年7月11日 ·                      |          | id8      | Lemon         |          |

## 活動經歷

### 加入idntt前
註：依照公布編號排序。
度勳（id1）
曾為JYP娛樂、PLEDIS娛樂練習生。
喜主（id2）
在ON Music學院、MUDOCTOR學院練習過。
在永（id5）
在ON Music學院練習過。
主浩（id6）
曾擔任過DKB演唱會舞台的伴舞。在Flat9學院練習過。曾為BIGHIT MUSIC、PLEDIS娛樂練習生。
智云（id7）
在ON Music學院練習過。2024年參加選秀節目《Project 7》，決賽時淘汰，最終排名第9名。
煥喜（id8）
曾為Def Dance Academy 學院的學生。

### 出道後

#### 2025年
4月24日，MODHAUS為他們的新男子團體 idntt 開放了SNS帳戶。
6月30日，組合架構公開分為3個小分隊，uneverm8t初期由1-8名成員組成，yesw8are初期由9-16名成員組成，itsnotov8r初期由17-24名成員組成，成員將依此順序出道。此外，還將發行16人小分隊出道曲目和24人小分隊出道曲目。在這三個小分隊全部出道後，將以24名成員進行完整組合活動。此外，在完整組合活動結束後，三個小分隊將透過Gravity粉絲投票進行重組，neverm8t的首支預告片將於7月1日發布。
7月12日，首批八名成員名單公佈，7月21日，MODHAUS宣佈由於對皇甫的指控，他的活動已被暫停，uneverm8t將以七人組出道，皇甫將在事實核查後。
7月30日，Minjun和Nuri宣布與MODHAUS簽約，並據報將作為組合成員出道。

## 音樂作品

### 分隊
uneverm8t
- 《unevermet》（2025年8月11日）